# 食破天驚2
《天降美食2》（英語：Cloudy with a Chance of Meatballs 2）是一部於2013年上映的美国三維电脑动画科幻喜剧片，由索尼动画制作，是2009年作品《食破天驚》的续集。科迪·卡梅伦和克里斯·皮恩担任导演，Kirk Bodyfelt担任制片；John Francis Daley、Jonathan Goldstein和Erica Rivinoja担任编剧改编自Judi与Ron Barrett所写的同名书籍。2013年9月27日由哥伦比亚电影公司发行上映。

## 剧情
上集講到福林發明了一部可以將水轉化為食物的「食物複製機」，點知搞到滿城「漢堡雨」，更捲起「意大利粉龍捲風」！不過最後戰勝食物複製機，而福林小時候崇拜的「點子博士」和他的企業跳出來收拾殘局，可是原來「食物複製機」一直未停止運作，今次更變本加厲造出無數食物動物混合體「美食獸」，威脅人類命運！福林與朋友們於是再接受「美食」任務，誓要收拾「脆餅鱷」、「King Kong蝦」及其它「美食獸」，但在背後協助的點子企業，卻啟動了它們的邪惡計劃.......。

## 角色
| 配音               | 配音   | 角色                                         |
| 美國               | 台灣   | 角色                                         |
| ------------------ | ------ | -------------------------------------------- |
| 比爾·哈德          | 胡宇威 | 富林·拉伍（Flint Lockwood）                  |
| 安娜·法瑞絲        | 楊凱凱 | 珊曼莎"珊珊"·史巴克（Samantha "Sam" Sparks） |
| 詹姆斯·肯恩        | 林谷珍 | 提姆·拉伍（Tim Lockwood）                    |
| 威爾·福特          | 阿松   | 阿奇師（Chester V,）                         |
| 安迪·萨姆伯格      | 李香生 | 大寶（Brent McHale）                         |
| 尼爾·柏德烈·夏里斯 | 陳美貞 | 猴子史帝芬（Steve the Monkey）               |
| 本杰明·布拉特      | 符爽   | 曼尼（Manny）                                |
| 泰瑞·克魯斯        | 李香生 | 警察厄爾（Officer Earl Devereaux）           |
| 克莉絲丁·史考      | 李宛鳳 | 芭噗（Barb）                                 |
| 卡曼尼·葛利夫      |        | 卡爾（Cal Devereaux）                        |
| 艾爾·洛克          |        | 派翠克·派翠克森（Patrick Patrickson）        |
| 寇蒂·卡梅隆        |        | 大苺（Barry the Strawberry）                 |
| 瑪麗莎·史壯        |        | 路易絲（Sentinel Louise）                    |
| Kris Pearn         |        | （Shrimpanzees）                             |
| Craig Kellman      |        | 弗林特利·麥克卡拉翰（Flintly McCallahan）    |
| 無                 | 于正昇 | 旁白                                         |

## 评价
媒体综评58分，烂番茄新鲜度70%，好评多于负评。
美媒代表性评价：“相比于第一部，这部续集保留了与之前同样的高度，至少是同样多的笑点”，“对很多奇形怪状生物的创造性设计让整部影片都弥漫着新奇观感，而精美的画面更是让人有定格每一帧去细细赏析的冲动”，“完美的视觉冲击力引发出口水四溢的食欲，无不让人想扑上去咬上一口”，“相比于系列第一部剧情水准在下降，而且之前所闪现的点点智慧之光已经熄灭殆尽”。

## 票房
美国首周末收获3500万美圆名列第一位。次周末收获2150万次于《地心引力》列第二。
| 上一届： 《囚徒》 | 2013年美國週末票房冠軍 第39周 | 下一届： 《地心引力》 |